# Heike Weinbach
Heike Helen Weinbach (* 1960 in Koblenz) ist eine deutsche Philosophin, Fachhochschulprofessorin und Publizistin.

## Leben
Weinbach studierte in Marburg (M.A.) und arbeitete im Werkkreis Literatur der Arbeitswelt mit. Sie wurde an der Freien Universität Berlin über Walter Benjamins Konstruktionen der Geschlechterverhältnisse zum Dr. phil. promoviert.
Weinbach war dann Lehrbeauftragte und Frauenbeauftragte an der Alice-Salomon-Fachhochschule Berlin sowie Professorin für Frühpädagogik/Kindheitspädagogik am Fachbereich Soziale Arbeit, Bildung und Erziehung an der Hochschule Neubrandenburg. Sie entwickelte mit Leah Carola Czollek und später mit Gudrun Perko das Trainingskonzept Social Justice und Diversity und die Ausbildung dazu. Bis zum Jahr 2011 führte sie die Ausbildung gemeinsam mit Leah Carola Czollek durch. Seit dem Jahr 2012 wird die Ausbildung Social Justice und Diversity an der Zentralen Einrichtung Weiterbildung der Fachhochschule Potsdam von Leah Carola Czollek und Gudrun Perko in Kooperation mit dem Institut Social Justice und Radical Diversity durchgeführt an.
Weinbach ist derzeit Professorin an der Fakultät Gesellschaft und Ökonomie der Hochschule Rhein-Waal in Kleve. Ihr dortiges Aufgabengebiet ist die Pädagogik mit dem Schwerpunkt Didaktik im Kindesalter. Außerdem ist sie Vertrauensprofessorin. sowie Vertrauensdozentin der Hans-Böckler-Stiftung Weinbach wirkt im Netzwerk Frauen- und Geschlechterforschung NRW mit.

## Schriften (Auswahl)
- Philosoph und Freier. Walter Benjamins Konstruktionen der Geschlechterverhältnisse. Timbuktu-Verlag, Marburg 1997, ISBN 3-930934-2-7
- mit Tahereh Agha und anderen (Hrsg.): Frauen in Gewaltverhältnissen. [Dokumentation des Hochschultages vom 31.10.2001 an der Alice-Salomon-Fachhochschule]. Frauenbeauftragte, Alice-Salomon-Fachhochschule, Berlin 2002, ISBN 3-930523-15-9.
- mit Thomas Heinrichs, Frieder O. Wolf (Hrsg.): Die Tätigkeit der PhilosophInnen. Beiträge zur radikalen Philosophie. Westfälisches Dampfboot, Münster 2003, ISBN 3-89691-552-5.
- Social Justice statt Kultur der Kälte. Alternativen zur Diskriminierungspolitik in der Bundesrepublik Deutschland (= Manuskripte der Rosa-Luxemburg-Stiftung. 63). Dietz, Berlin 2006, ISBN 3-320-02911-8.
- Lernen in der Begegnung. Theorie und Praxis von Social-justice-Trainings (= Reader für MultiplikatorInnen in der Jugend- und Bildungsarbeit). Informations- und Dokumentationszentrum für Antirassismusarbeit, Düsseldorf 2007.
- mit Leah Carola Czollek, Gudrun Perko: Lehrbuch Gender und queer. Grundlagen, Methoden und Praxisfelder (= Studienmodule soziale Arbeit). Juventa-Verlag, Weinheim 2009, ISBN 978-3-7799-2205-6.
- mit Andreas Kemper: Klassismus. Eine Einführung. Unrast, Münster 2009, ISBN 978-3-89771-467-0.
- mit Leah Carola Czollek, Gudrun Perko: Praxishandbuch Social Justice und Diversity. Theorien, Training, Methoden, Übungen (= Pädagogisches Training). Beltz Juventa, Weinheim u. a. 2012, ISBN 978-3-7799-2822-5.